# Leverage (Fernsehserie)
Leverage (engl. „Hebelwirkung, Einfluss, Druckmittel“) ist eine US-amerikanische Fernsehserie, die von 2008 bis 2012 beim Fernsehsender TNT in fünf Staffeln mit 77 Episoden ausgestrahlt wurde.
Am 23. April 2020 wurde eine Neuauflage der Serie beim Streamingdienst IMDb TV (Freevee) des Unternehmens Amazon angekündigt. Die Ausstrahlung von Leverage 2.0 (Originaltitel Leverage: Redemption) erfolgt seit dem 9. Juli 2021.

## Handlung
Die Serie handelt von einem ehemaligen Versicherungsdetektiv, der es sich zur Aufgabe gemacht hat, Menschen zu helfen, die von scheinbar übermächtigen Personen oder Institutionen unverschuldet in existenzielle Schwierigkeiten gebracht wurden. Dazu macht er sich selbstständig und verbündet sich mit vier Kriminellen, die jeweils auf einem bestimmten Gebiet herausragende Spezialisten sind. Die Gruppe agiert dabei zunächst unter dem Dach der Tarnfirma „Leverage Consulting & Associates“ und hat ein seriöses Büro in der Innenstadt. Nachdem dieses Büro am Ende der Staffel 1 zerstört wird, agiert das Team aus dem Hinterzimmer einer Bar heraus und in den späteren Staffeln in Nates Wohnung über der Bar.

## Figuren

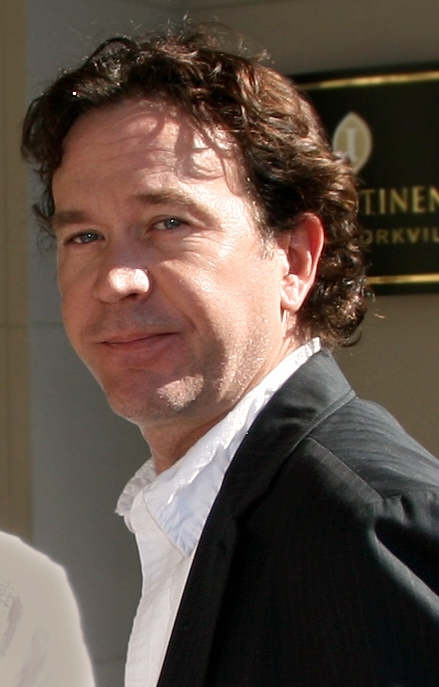
Timothy Hutton
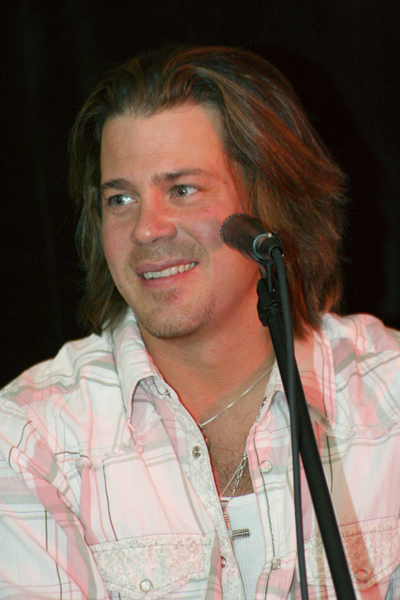
Christian Kane
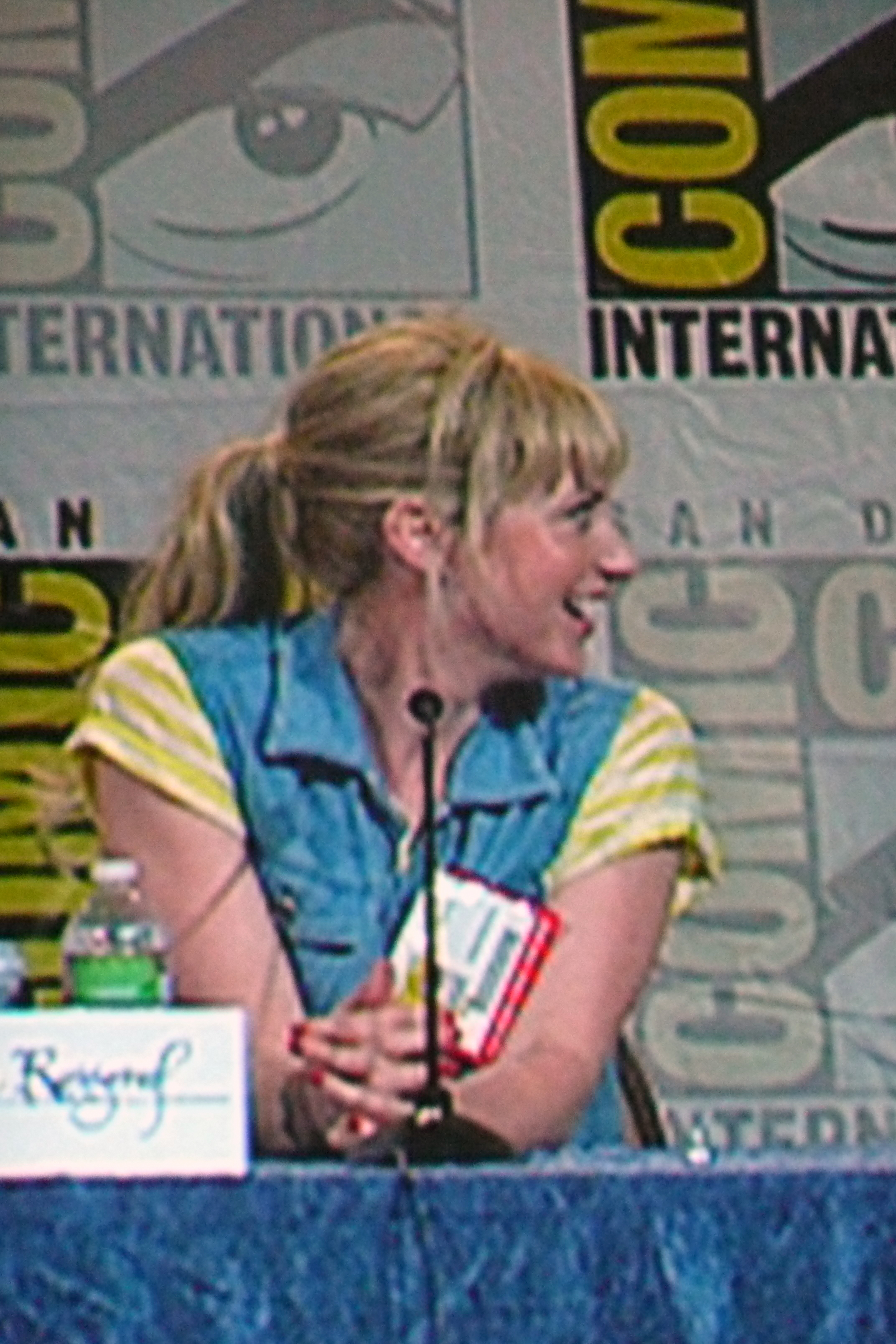
Beth Riesgraf
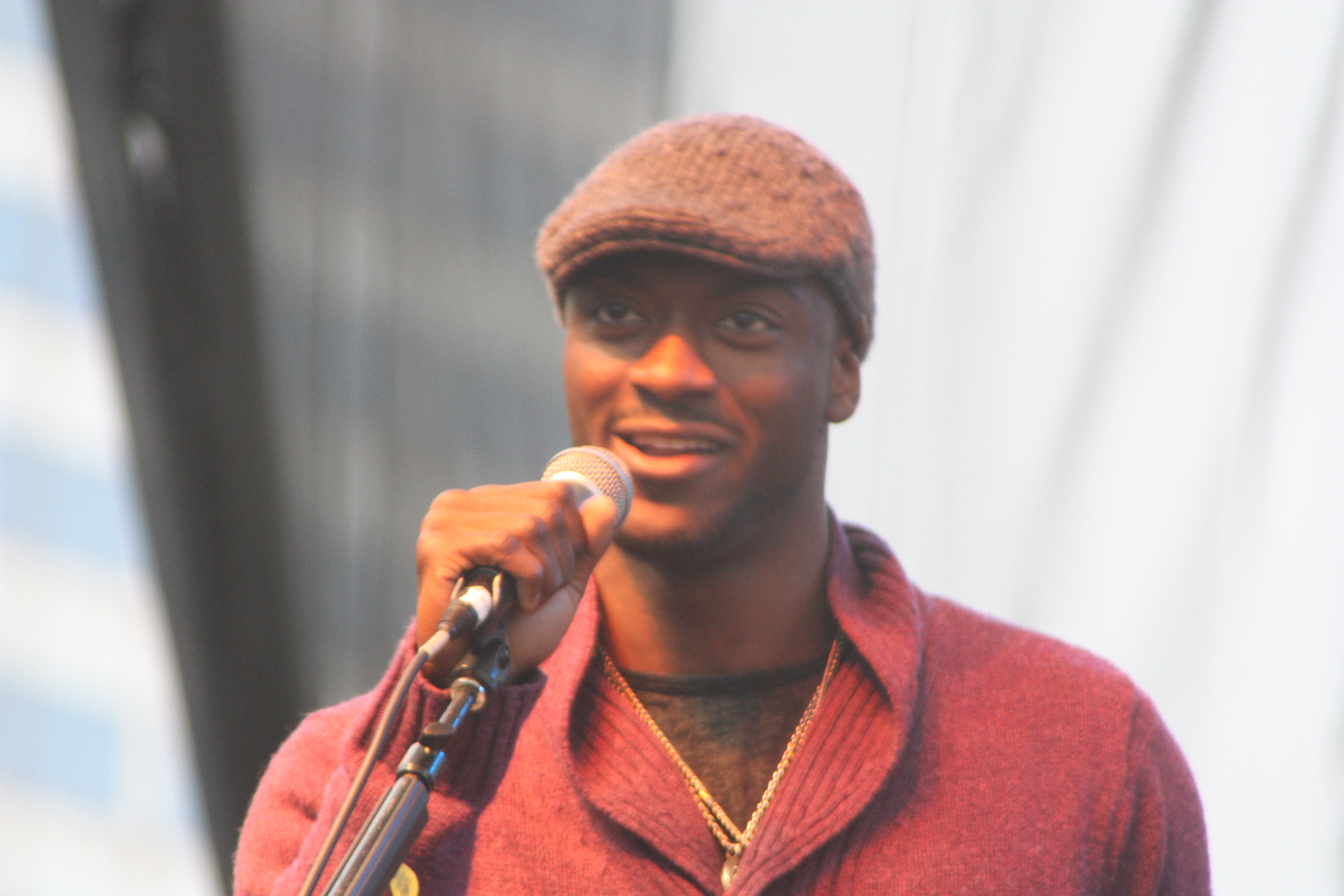
Aldis Hodge

### Hauptfiguren

#### Nathan Ford
Nathan, genannt Nate, stammt aus Boston und ist der Sohn des Buchmachers Jimmy Ford, welcher Geschäfte mit der lokalen Mafia machte. Bevor er Versicherungsdetektiv wurde, wollte Nate katholischer Priester werden. Er arbeitete für IYS und bewahrte seinen Arbeitgeber vor Versicherungszahlungen in Millionenhöhe. Jedoch verweigerte der Vorstand die Zahlung einer teuren Behandlung für seinen Sohn, welcher deswegen starb. Seine Ehe mit seiner Frau Maggie zerbrach, er wurde entlassen und verfiel dem Alkohol. Sein Alkoholproblem wird in vielen Folgen aufgegriffen. Nachdem er den ersten Auftrag mit dem Team über die Bühne gebracht hat, bittet dieses ihn, weiterzumachen. Er bekommt das Privileg zugesprochen, die Fälle auswählen zu dürfen. Nate ist der Kopf hinter den Aktionen und ein Organisationstalent. Er benutzt seine Erfahrung als Versicherungsdetektiv dazu, die Aktionen und Reaktionen der Zielpersonen vorherzusagen. Während er zu Beginn der Serie oftmals einen eher passiven Part im Hintergrund übernimmt, kommt er später häufig selbst mit den Zielen in Kontakt. Meistens spielt er dabei einen Geschäftsmann, der etwas anzubieten hat.

#### Alec Hardison
Computerexperte und Hacker. Er ist Experte für Datenbeschaffung, Science-Fiction-Fan und hat einen trockenen Humor. Außerdem hasst er es, wenn Nates Plan scheinbar zu große Risiken birgt. Nach eigener Aussage kann er jedes elektronische Gerät hacken. Selten wird er dabei erwischt. Er hat die elektronische Ausrüstung (Überwachungsequipment, 2-Wege-Ohrstöpsel etc.) des Teams entworfen. Alec ist sehr stolz auf seinen Van Lucile und hasst es, dass dieser ab und an zerstört werden muss, um den Rückzug des Teams zu ermöglichen. Er hat eine Art Beziehung mit Parker, die sich jedoch aufgrund privater Schwierigkeiten sehr schleppend entwickelt.

#### Eliot Spencer
Exzellent ausgebildeter Martial-Arts-Kämpfer und Waffenexperte, wenngleich er Schusswaffen hasst. Eliot hat eine dunkle Vergangenheit, in welcher er viele unschuldige Menschen, darunter auch Frauen und Kinder, für Geld getötet hat. Dies ist auch der Grund, warum er keine Schusswaffen benutzt. Er bezeichnet sich selbst als Retrievalexperte, der das Team aus nicht vorhergesehenen Situationen herausholt. Auch wenn er oftmals nur als der Schläger dargestellt wird, wird im Verlauf der Serie klar, dass er durchaus auch ein guter Betrüger ist. Zusätzlich zu seinen offensichtlichen Talenten stellt sich immer wieder heraus, dass mehr in Eliot Spencer steckt, als man vermutet. Er ist sowohl ein sehr guter Koch als auch ein hervorragender Sänger. Sein Vater besaß einen Eisenwarenladen.

#### Parker
Parker ist die Diebin des Teams. Sie hatte einen gewalttätigen Vater. Als dieser ihr ihren Plüschhasen wegnahm, sprengte sie ihn zusammen mit dem Haus in die Luft. Ihr Bruder starb bei einem Autounfall. Später wird bekannt, dass sie als Jugendliche in die Obhut eines Meisterdiebs gelangte, der sie alles lehrte. Da sie selbst Waise war, hat sie das Bedürfnis, anderen Waisen zu helfen, auch wenn sie sich oder das Team dabei in Gefahr bringt. Parker liebt es, von Hochhäusern zu springen oder sich in Fahrstuhlschächten o. ä. abzuseilen. Die dafür erforderliche Ausrüstung hat sie selbst entworfen und hergestellt. Sie kann nur sehr schlecht mit anderen Menschen Kontakt aufnehmen, vor allem, wenn diese sich ihr zu sehr nähern.

#### Sophie Devereaux
Schauspielerin und Betrügerin. Während sie als Schauspielerin im Theater und beim Film keinen Erfolg hat, ist sie als Betrügerin eine der Besten. Sie hat eine Vorliebe für Kunst und hat sich einige wertvolle Kunstgegenstände ergaunert, bevor sie das Team trifft. Einige davon waren bei IYS versichert. Zwischen ihr und Nate besteht eine Verbindung, die mindestens 10 Jahre alt ist. Sophie spricht mehrere Sprachen fließend und ist in der Lage, Akzente für bestimmte Regionen nachzuahmen. Ihr Repertoire an Aliasnamen – zu denen auch Sophie Deveraux gehört – scheint grenzenlos, im Verlauf der Serie erfährt man jedoch nie ihren echten Namen. Zwischen Sophie und Nate existieren Gefühle, die keiner von beiden vor dem anderen gesteht (Nates einziger Versuch scheitert an den zu lauten Geräuschen eines Helikopters). In der letzten Folge macht Nathan ihr einen Heiratsantrag und nennt sie Laura, jedoch meint sie, das auch dies nicht ihr richtiger Name ist.

### Nebenfiguren

#### Tara Cole
Ist eine gute Freundin von Sophie und ebenfalls eine Betrügerin. Sie schuldet Sophie einen Gefallen und ersetzt sie, während diese in Europa eine Auszeit nimmt. Später wird bekannt, dass sie als eine Art Spitzel eingesetzt war, um auf Nate aufzupassen, da Sophie vorhergesehen hatte, dass Nate aufgrund seines Alkoholproblems nach und nach die Kontrolle verliert. Tara besteht am Anfang auf einer Bezahlung für die Jobs. Mit der Zeit beginnt sie jedoch zu verstehen, warum das Team für die Jobs kein Geld verlangt. Anders als Sophie setzt Tara gezielt ihre weiblichen Reize ein, um den Kontakt mit einem Ziel herzustellen. Von Taras Privatleben ist nur wenig bekannt, sie hat jedoch eine Ausbildung in Kryptografie und arbeitete wahrscheinlich für einen Geheimdienst. Sie spricht mehrere Sprachen, darunter fließend Deutsch.

#### Jim Sterling
Zu Beginn der Serie Versicherungsdetektiv bei IYS und Exkollege von Nate. Später arbeitet er für Interpol. Jim ist der Erzrivale von Nate und bekommt dessen Job, nachdem Nate gekündigt wurde. Als er von Nates neuem Leben erfährt, heftet er sich an dessen Fersen, da er glaubt, dass Nathan seinen alten Job zurück will. Später erkennt er, dass er falsch liegt, versucht aber weiterhin dem Team das Handwerk zu legen. Trotzdem gibt er Nate den Tipp, dass seine Exfrau Maggie in Schwierigkeiten steckt. Um sie da herauszuholen und vom Vorwurf, das Fabergé-Ei gestohlen zu haben, freizusprechen, benötigt das Team jedoch seine Hilfe. Sterling willigt unter der Bedingung ein, dass er die Anerkennung für die Wiederbeschaffung bekommt, und erhält daraufhin ein Jobangebot von Interpol. Seine neue Position ermöglicht es ihm, das Team nun noch besser zu verfolgen und Nate im Finale der 2. Staffel ins Gefängnis zu stecken. Er hat eine Tochter, die sehr gut Schach spielt. Er holt sie mit Hilfe von Nate und dem Team zu sich zurück, nachdem sie, nach dem Tod der Mutter, bei ihrem Stiefvater gelebt hat.

#### Maggie Collins
Nates Exfrau und Mutter seines verstorbenen Sohnes. Die Ehe zerbricht an Nates gesellschaftlichem Abstieg nach dem Tod seines Sohnes. Maggie ist Kunstexpertin und tritt wieder in Nates Leben, als sie für den CEO von IYS Ian Blackpol arbeitet, nicht wissend, dass er die Behandlungskosten für ihren Sohn verweigert hat. Trotz ihrer Scheidung sorgt sie sich noch um Nate, kommt aber mit dessen Alkoholkrankheit nicht zurecht.

#### FBI Special Agents Taggert & McSweeten
Partner beim FBI. Zwei erfolglose FBI-Agenten, die sich leicht durch das Leverage-Team manipulieren lassen, da sie glauben, dass Hardison und Parker Kollegen vom FBI sind. Für ihre unfreiwillige Mithilfe arrangiert es Nate, dass Taggert und McSweeten die Anerkennung für die Festnahmen der Kriminellen bekommen. Daraufhin bekommen beide eine bessere Stelle im FBI-Büro in Boston.

#### Detective Captain Patrick Bonanno
Zunächst Lieutenant, später Captain bei der Massachusetts State Police. Das Team gibt ihm einen Tipp, wenn es die Polizei bzw. die Festnahme eines Verdächtigen benötigt. Er weiß von der Arbeit des Teams und respektiert diese. Als ehrlicher Polizist hätte er jedoch kein Problem, das Team bei illegalen Aktivitäten zu verhaften. Auch Nate und die anderen respektieren Bonanno und klären deswegen den brutalen Überfall auf ihn auf.

#### Colin „Chaos“ Mason
Skrupelloser Hacker und Erzrivale von Hardison. Anders als dieser nutzt Chaos sein Talent jedoch für illegale Machenschaften. Er sieht Sophie als ernste Bedrohung und versucht sie zu töten.

#### Jimmy Ford
Jimmy Ford ist Nathan Fords Vater. Er ist ein irischer Kleinkrimineller und ehemaliger Kredithai. Er saß für ein Verbrechen im Gefängnis, das er nicht begangen hat. Nate schämt sich für seinen Vater und sieht ihn als einen gewaltbereiten und unangenehmen Menschen. Jimmy wird von Nate aus der Stadt gejagt, taucht aber später wieder auf. Er stirbt durch eine Bombe. Diese dient als Racheakt Victor Dubenichs gegen Nate.

#### Die Italienerin
Ihr Name ist nicht bekannt. Sie erpresst Nate, Damien Moreau das Handwerk zu legen und gibt ihm dafür sechs Monate Zeit. Ansonsten würde er den Rest seines Lebens im Gefängnis verbringen, während das Team getötet würde. Sie scheint für eine sehr mächtige Organisation zu arbeiten, da sie keinerlei Probleme hat, das Team mit echten falschen Identitäten auszustatten.

#### Damien Moreau
Ist ein mächtiger internationaler Banker, welcher sein Geld mit der Finanzierung von Verbrechen macht. Er geht dabei jedoch so gründlich vor, dass man ihm bisher nichts nachweisen konnte. Dem Team gelingt es, ihm durch Manipulation seiner Kontodaten Verbrechen unterzuschieben, die er nicht begangen hat. Daraufhin flüchtet er nach San Lorenzo, ein Land, das er kontrolliert. Das Team folgt ihm und schafft es, mithilfe manipulierter Wahlen, die von Moreau gekaufte Regierung zu Fall zu bringen. Daraufhin kommt er lebenslang ins Gefängnis.

#### Jack Latimer
Ist ein Investor, der gegen Firmen setzt, bevor diese von Nathan und seinem Team bestraft werden. Dadurch machte er ohne deren Wissen ein kleines Vermögen. Er ist ein Verbündeter von Victor Dubenich. Nach einem Handgemenge mit Dubenich stürzen beide zusammen von einem Damm. Er ist vermutlich tot.

#### Victor Dubenich
Victor Dubenich ist der erste Auftraggeber des Teams. Er heuert Eliot, Parker und Alec an. Später bittet er Nate als Anführer dieser Gruppe zu agieren, um sie im Auge zu behalten. Er hintergeht das Team in der ersten Folge und versucht es durch eine Bombe zu töten. Daraufhin holt sich die Gruppe noch die Trickbetrügerin Sophie ins Boot und bestraft Dubenich, in dem sie seine Firma, seinen Ruf und seine Besitztümer vernichtet und ihm eine Straftat anhängt. Dubenich muss daraufhin für lange Zeit ins Gefängnis. In Staffel vier verbündet er sich mit Latimer und engagiert Nathans Vater Jimmy Ford für einen Diebstahl. Dies ist allerdings nur eine Falle, durch die Jimmy stirbt, worauf Nate ihm Rache schwört. Nach einem Handgemenge mit Latimer stürzen beide zusammen von einem Damm. Er ist vermutlich tot.

## Produktion
Die Serie wurde das erste Mal am 7. Dezember 2008 auf TNT ausgestrahlt. Die erste Staffel bestand aus dreizehn Folgen. Nachdem die erste Staffel gute Quoten erzielt hatte, bestellte TNT eine zweite Staffel. Die zweite Staffel wurde in zwei Teilen gesendet: Der erste Teil im Herbst und der zweite Teil im Frühjahr des folgenden Jahres. TNT verlängerte die Serie nach guten Quoten um eine dritte Staffel.
Am 30. Juli 2010 verlängerte TNT Leverage um eine 15-teilige vierte Staffel, welche später auf 18 Folgen aufgestockt wurde. Am 12. August 2011 erfolgte die Verlängerung um eine fünfte Staffel, die wiederum 15 Episoden umfasst. Das Serienfinale, The Long Good-bye Job, lief in den USA am 25. Dezember 2012, es sollten keine weiteren Staffeln folgen.

## Besetzung und Synchronisation
| Rolle                       | Schauspieler        | Synchronstimme                 | Hauptrolle (Episoden) | Nebenrolle (Episoden)                                    |
| --------------------------- | ------------------- | ------------------------------ | --------------------- | -------------------------------------------------------- |
| Nathan Ford                 | Timothy Hutton      | Charles Rettinghaus            | 1.01–5.15             |                                                          |
| Sophie Devereaux            | Gina Bellman        | Claudia Urbschat-Mingues       | 1.01–5.15             |                                                          |
| Eliot Spencer               | Christian Kane      | Viktor Neumann                 | 1.01–5.15             |                                                          |
| Parker                      | Beth Riesgraf       | Katrin Zimmermann              | 1.01–5.15             |                                                          |
| Alec Hardison               | Aldis Hodge         | Dennis Schmidt-Foß             | 1.01–5.15             |                                                          |
| Tara Cole                   | Jeri Ryan           | Anke Reitzenstein              |                       | 2.09–2.15, 4.13                                          |
| Victor Dubenich             | Saul Rubinek        | Michael Pan                    |                       | 1.01, 4.17–4.18                                          |
| Jim Sterling                | Mark Sheppard       | Lutz Schnell                   |                       | 1.03, 1.10, 1.12–1.13, 2.12, 2.14–2.15, 4.10, 5.10, 5.15 |
| Maggie Collins              | Kari Matchett       | Andrea Aust                    |                       | 1.12–1.13, 2.12, 4.18                                    |
| FBI Special Agent Taggert   | Rick Overton        | Hans Hohlbein                  |                       | 1.05, 1.07, 2.04, 4.08                                   |
| FBI Special Agent McSweeten | Gerald Downey       | Klaus-Peter Grap               |                       | 1.05, 1.07, 2.04, 3.13, 4.08, 5.06                       |
| Captain Patrick Bonanno     | Robert Blanche      | Reinhard Scheunemann           |                       | 2.01, 2.08, 2.14, 3.01, 3.15, 4.14                       |
| Colin „Chaos“ Mason         | Wil Wheaton         | Sascha Rotermund / Nico Sablik |                       | 2.07, 3.14, 4.18                                         |
| Die Italienerin             | Elisabetta Canalis  | Ranja Bonalana                 |                       | 3.01, 3.04, 3.13, 3.15–3.16                              |
| Archie Leach                | Richard Chamberlain | Norbert Langer                 |                       | 3.03, 4.18                                               |
| Damien Moreau               | Goran Višnjić       | Wolfgang Wagner                |                       | 3.15–3.16                                                |
| Jimmy Ford                  | Tom Skerritt        | Bodo Wolf                      |                       | 3.09, 4.17                                               |
| Jack Latimer                | Leon Rippy          | Kaspar Eichel                  |                       | 4.03, 4.08, 4.15, 4.17, 4.18                             |

## Ausstrahlung

### Vereinigte Staaten
In den USA startete die Serie am 7. Dezember 2008 und wurde bis zum 24. Februar 2009 ohne Pause ausgestrahlt. Die zweite Staffel wurde aufgeteilt, sodass die ersten neun Episoden vom 15. Juli bis zum 9. September 2009 und die anderen sechs vom 13. Januar bis zum 17. Februar 2010 ausgestrahlt wurden. Die dritte Staffel wurde ebenfalls aufgeteilt, sodass die ersten dreizehn Episoden vom 20. Juni bis zum 5. September 2010 ausgestrahlt wurden. Die restlichen drei Episoden wurden kurz vor Weihnachten am 12. und am 19. Dezember 2010 gezeigt. Am 26. Juni 2011 begann die Ausstrahlung der ersten zehn Folgen der vierten Staffel, die insgesamt 18 Folgen umfasst. Die weiteren Folgen wurden nach einer kurzen Spätsommerpause im November 2011 ausgestrahlt. TNT strahlt die fünfte Staffel seit dem 15. Juli 2012 aus.
Da bis Dezember 2012 noch keine weitere Staffel bestellt wurde, ist das fünfte Staffelfinale als mögliches Serienfinale angelegt. Am 21. Dezember 2012 verkündete der amerikanische Sender TNT, dass in der Tat die zu Weihnachten 2012 ausgestrahlte Folge das Ende der Serie markiert.

### Deutschland
Obwohl sich der Free-TV-Sender Vox als erster deutscher Sender die Rechte gesichert hatte, strahlte der Pay-TV-Sender RTL Crime die Serie zuerst aus. Die erste Staffel lief zwischen dem 9. August und dem 1. November 2010. Vox zog nach und strahlte sie vom 6. Oktober bis zum 22. Dezember 2010 aus. Seit dem 7. November 2011 lief die zweite Staffel. Die Ausstrahlung der dritten Staffel war ab dem 13. Februar 2012 auf Vox zu sehen, ab dem 10. September 2012 lief auf diesem Sender dann die vierte Staffel. Von dem 27. Juni 2014 bis zum 9. August 2014 zeigte Vox die fünfte und letzte Staffel von Leverage.

### Schweiz
In der Schweiz strahlte der Sender 3+ die erste Staffel der Serie vom 21. November 2010 bis zum 23. Januar 2011 aus.

### Österreich
In Österreich strahlte ATV die erste Staffel von Leverage vom 16. Dezember 2010 bis zum 10. März 2011 aus. Am 4. Oktober 2012 startete die zweite Staffel. Ab dem 24. Januar 2013 lief die dritte Staffel. Die vierte Staffel wurde ab dem 23. Mai 2013 ausgestrahlt.

## DVD-Veröffentlichung
Vereinigte Staaten
- Staffel 1 erschien am 14. Juli 2009
- Staffel 2 erschien am 25. Mai 2010
- Staffel 3 erschien am 7. Juni 2011
- Staffel 4 erschien am 17. Juli 2012
- Staffel 5 erschien am 17. September 2013

Großbritannien
- Staffel 1 erschien am 6. September 2010
- Staffel 2 erschien am 31. Januar 2011
- Staffel 3 erschien am 28. Mai 2012
- Staffel 4 erschien am 18. November 2013
- Staffel 5 erschien am 14. April 2014

Deutschland
- Staffel 1 erschien am 17. Dezember 2010
- Staffel 2 erschien am 26. Oktober 2012
- Staffel 3 erschien am 7. Dezember 2012
- Staffel 4 erschien am 10. Mai 2013
- Staffel 5 erschien am 15. August 2014

## Auszeichnungen
- 2010: Prism Award in der Kategorie „Performance in a Drama Episode“ für Timothy Hutton
- 2012: Saturn Award in der Kategorie „Bester TV-Gastdarsteller“ für Tom Skerritt
- 2013: People’s Choice Award in der Kategorie „Favorite Cable TV Drama“[16]

## Zusatzinformationen
- Der englische Originaltitel jeder Folge entspricht dem Muster „The … Job“. Dabei wird jeweils auf die Umstände oder direkt auf die Art des Betrugs Bezug genommen.
- In Staffel 1, Folge 1 sowie in Staffel 4, Folge 17 und 18 ist Victor Dubenich (gespielt von Saul Rubinek) der CEO von Bering Aerospace. Außerdem steht er in Kontakt mit Jack Latimer (gespielt von Leon Rippy). Saul Rubinek spielt in der TV-Serie Warehouse 13 Artie Nielsen, den Chef von Agent Myka Bering und Agent Pete Latimer.
- In Staffel 1, Folge 8 zählt Nate seine falschen Namen auf: „Peter Davison“, „Sylvester McCoy“ und „Tom Baker“. Alle drei sind die Namen von Schauspielern welche „den Doktor“ gespielt haben. Sophie benutzt dabei den Namen „Sarah J.“, „Sarah Jane Smith“ war die bekannteste Begleiterin des Doktors. Am Ende der Folge sagt Hardison: „Ich liebe es, wenn ein Plan funktioniert!“. Dies ist eine Anspielung auf Das A-Team, am Ende jeder Folge sagt Hannibal diesen Satz.
- In Staffel 3, Folge 3, „Solo für Parker“, geben sich Hardison und Sophie als „Jonathan Steed“ und „Emily Peel“ aus, eine Anspielung auf „John Steed“ und „Emma Peel“ aus der Serie Mit Schirm, Charme und Melone.
- In Staffel 3, Folge 3 und Staffel 4, Folge 18 tritt die Figur Archie Leach auf, die von Richard Chamberlain dargestellt wird. Archibald Alec Leach war der Geburtsname des britisch-amerikanischen Schauspielers Cary Grant.
- In Staffel 3, Folge 9 stellt Eliot Spencer sich und Alec Hardison als „Detective Moffat“ und „Detective Davis“ vor. Das sind die Namen von Autoren der neueren Staffeln von Doctor Who.
- In Staffel 3, Folge 11 nimmt Sophie Devereaux den Namen „Dr. Karen Ipcress“ an, eine Anspielung[17] auf den Film Ipcress – streng geheim, in dem „Ipcress“ als Akronym für „Induction of Psychoneuroses by Conditioned Reflex Under Stress“ steht.
- In Staffel 3, Folge 14 erhält Spencer zu Weihnachten ein „Hanzō-Schwert“. Dies ist eine Anspielung auf Quentin Tarantinos „Kill Bill“-Filme.
- In Staffel 4, Folge 11 heißt der Student, der im Visier des Teams steht, Zilgram. Dies ist eine Anlehnung an Stanley Milgram, der Experimente durchführte, wie weit Menschen gehen (indem Milgram die Versuchspersonen einer anderen Person angebliche Elektroschocks verteilen ließ). Tatsächlich kommt dieses Experiment in der Folge auch vor, Parker wird als Versuchsperson von einer Studentin aufgefordert, einem unbekannten Mann Elektroschocks zu geben, falls dieser Parkers Fragen falsch beantwortet. Parker hat jedoch das Experiment falsch verstanden und gibt dem Mann von Anfang an Schocks.
- In Staffel 4, Folge 12 gibt sich Nate als Joe Meeker aus, eine Hommage an das Alias von Jim Rockford (Detektiv Rockford – Anruf genügt), der häufig unter dem Namen Jimmy Joe Meeker aufgetreten ist.
- In Staffel 4, Folge 18 muss sich das Team Verstärkung holen. Hierbei engagiert jedes Teammitglied seinen größten Helden oder Feind, oder einen Freund. Es gibt also ein Wiedersehen mit Chaos, Archie Leach, Maggie Collins und weiteren. Chaos, gespielt von Wil Wheaton, der zur Stammbesetzung von Raumschiff Enterprise – Das nächste Jahrhundert gehörte, spielt während der Folge mit kurzen Bemerkungen mehrmals auf Science-Fiction-Serien wie Star Trek und Kampfstern Galactica an.
- In Staffel 5, Folge 10 stellt Sophie Devereaux sich und Jim Sterling als „Agent Tennant“ und „Agent Smith“ vor. Dieses sind ebenfalls Schauspieler der neueren Staffel von Doctor Who.
- In Staffel 5, Folge 3 gibt Eliot als Namen „Willy Riker“ an. Dies ist eine Anspielung auf die Figur des Cdr. William T. Riker aus Raumschiff Enterprise: Das nächste Jahrhundert, gespielt von Jonathan Frakes, der in dieser Episode Regie führte.[18]
- In Staffel 5, Folge 8 beobachtet die nach einer Verletzung am Knie genesende Parker die Vorgänge im Brauhaus und kommt dabei einem Verbrechen auf die Spur – eine Hommage[19] an Das Fenster zum Hof von Alfred Hitchcock.
- In Staffel 5, Folge 11 gibt sich Sophie gegenüber einer Konzernvertreterin als Umweltexpertin namens „Dr. Ellie Settler“ aus, die weibliche Hauptfigur aus Jurassic Park. Als Hardison ihr die Karteikarten mit den Fachbegriffen gibt, sagt sie deshalb, diese klängen wie „Dinosauriernamen“.